# Dzundujn Delgerdalaj
Dzundujn Delgerdalaj nebo Delgerdalaj Dzunduj (* 1956) je bývalý mongolský zápasník – sambista.

## Sportovní kariéra
Pochází z ajmagu Bajanchongor z chalchské kočovné rodiny. Od dětství se věnoval tradičnímu mongolskému zápasu böch. V tradičním mongolském zápasu je několikanásobným mistrem svého regionu. Do mongolské samistické a judistické reprezentace byl vybrán koncem sedmdesátých let dvacátého století. V sambu je mistrem světa z roku 1987 ve střední váze do 90 kg a jendím z nejúspěšnějším sambistům v mongolské historii. V judu se na mezinárodní úrovni neprosadil. Sportovní kariéru ukončil v roce 1988. Věnuje se trenérské práci.

## Výsledky

### Sambo
| Turnaj            | 1981 | 1982 | 1983 | 1984 | 1985 | 1986 | 1987 |
| Turnaj            | 25   | 26   | 27   | 28   | 29   | 30   | 31   |
| Turnaj            | -82  | -82  | -82  | -82  | -82  | -82  | -90  |
| ----------------- | ---- | ---- | ---- | ---- | ---- | ---- | ---- |
| Mistrovství světa | 3.   | 3.   | 2.   | 2.   | 3.   | 2.   | 1.   |